# Briasside

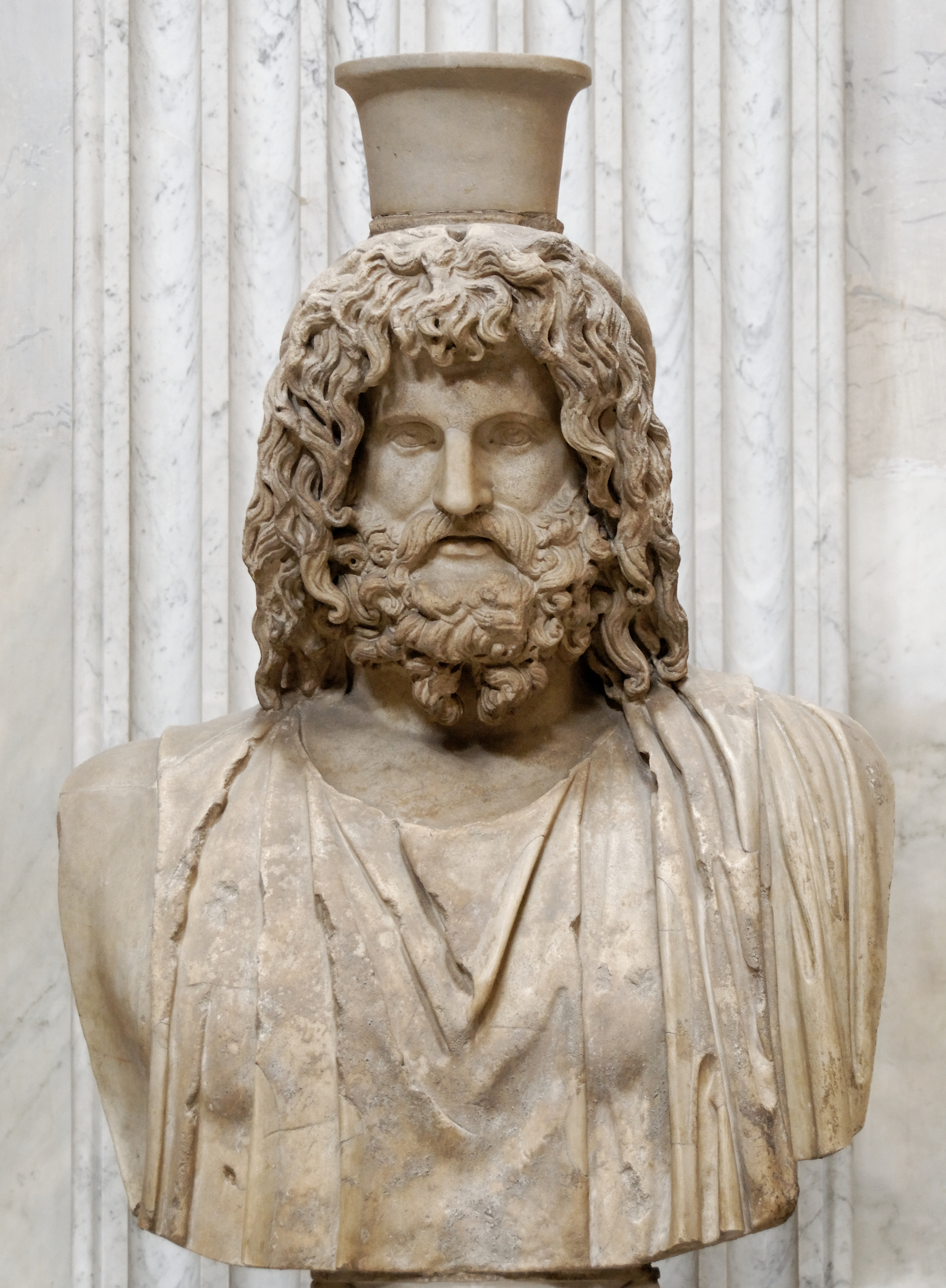
Copia di Serapide in Vaticano

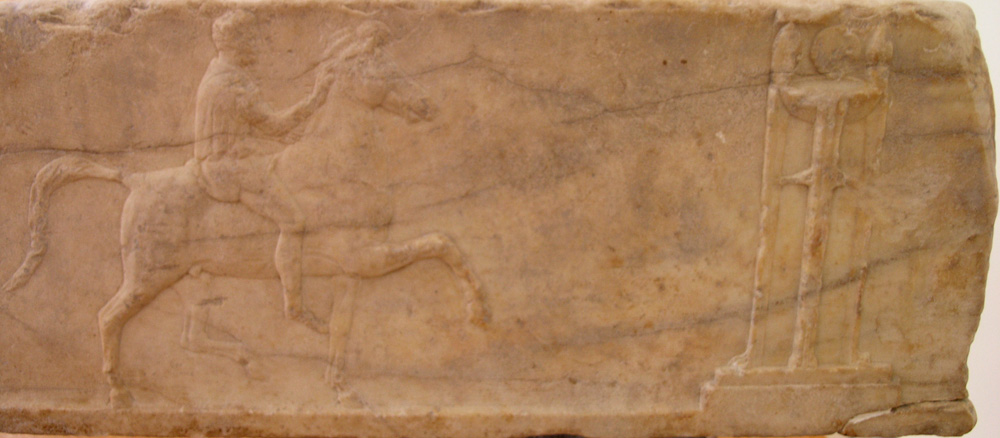
Base dei Filarchi. Atene, Museo archeologico nazionale 1733.

Briasside (fl. seconda metà del IV secolo a.C.) è stato uno scultore greco antico.

## Biografia
Benché il nome lo indichi come originario della Caria, Briasside si formò ad Atene e ha lavorato nella seconda metà del IV secolo a.C. Assieme a Prassitele, Leochares, Timoteo e Skopas prese parte alla realizzazione del Mausoleo di Alicarnasso, una delle sette meraviglie del mondo antico, dove secondo Plinio avrebbe realizzato il fregio del lato nord.

## Opere
All'atticismo post-fidiaco è debitrice la base marmorea trovata nel Theseion di Atene (Atene, Museo archeologico nazionale 1733), eseguita verso il 350 a.C., dedicata da tre vincitori di gare ippiche come indica l'epigrafe scolpita su un lato della base, il quale riporta anche il nome di Briasside come scultore. La base doveva reggere una colonnina ionica sormontata dal dono votivo. Gli altri tre lati della base sono decorati a bassorilievo con tre cavalieri che si dirigono verso un tripode.
Allo stesso periodo potrebbero essere assegnate le statue di Asclepio e Igea viste da Pausania a Megara.
Plinio gli attribuisce cinque statue colossali di divinità erette a Rodi, un Dioniso a Cnido e un ritratto di Seleuco I (310 a.C. circa) che potrebbe fornire una datazione per la fase finale della sua attività.
Gli si attribuisce frequentemente una statua maschile con barba, ritenuta ritratto di Mausolo, per una vicinanza stilistica con lo stile alessandrino del quale Briasside è ritenuto anticipatore.
La sua opera più nota era probabilmente un mastodontico Serapide collocato nel serapeo di Alessandria d'Egitto commissionato da Tolomeo I Sotere e andato distrutto. La statua raffigurava la divinità seduta trionfalmente sul trono, portante lo scettro sulla mano sinistra. Le carni avevano un colore bluastro, mentre pietre e metalli preziosi arricchivano l'intera figura. Numerose sono le copie e le varianti che si ritengono derivate da questa tipologia, a sua volta esercitazione sul tipo dello Zeus di Olimpia.